# Vjatjeslav Grigorjevitj Sjvarts
Vjatjeslav Grigorjevitj Sjvarts (russisk: Вячесла́в Григо́рьевич Шварц, tr. Vjatjesláv Grigórjevitj Sjvarts; født 4. oktober 1838 i Kursk, Det Russiske Kejserrige, død 10. april 1869, samme sted) var en russisk maler. 
Han var elev af Julius Schrader i Berlin, Jules Joseph Lefebvre i Paris. Han er en af Ruslands betydeligste historiemalere, men efterlod sig på grund af sin tidlige død kun en snes færdige arbejder, mere gennem emnernes dramatiske spænding og realismen i det kulturhistoriske end ved de rent maleriske værdier. Han malede Ivan den Grusomme ved Kasans belejring (1860), Ivan den Grusomme ved sønnens lig (1864), Patriarken Nikons procession Palmesøndag (1867), Tsar Alexis kører fra Kirken (et hovedværk) med videre. Adskillige af Sjvarts’ billeder i Tretjakovgalleriet i Moskva, således også det stemningsfulde Tsarindens pilegrimsfærd. Også interessante illustrationer til Lev Tolstoj, Mikhail J. Lermontov etc.